# Caladbolg

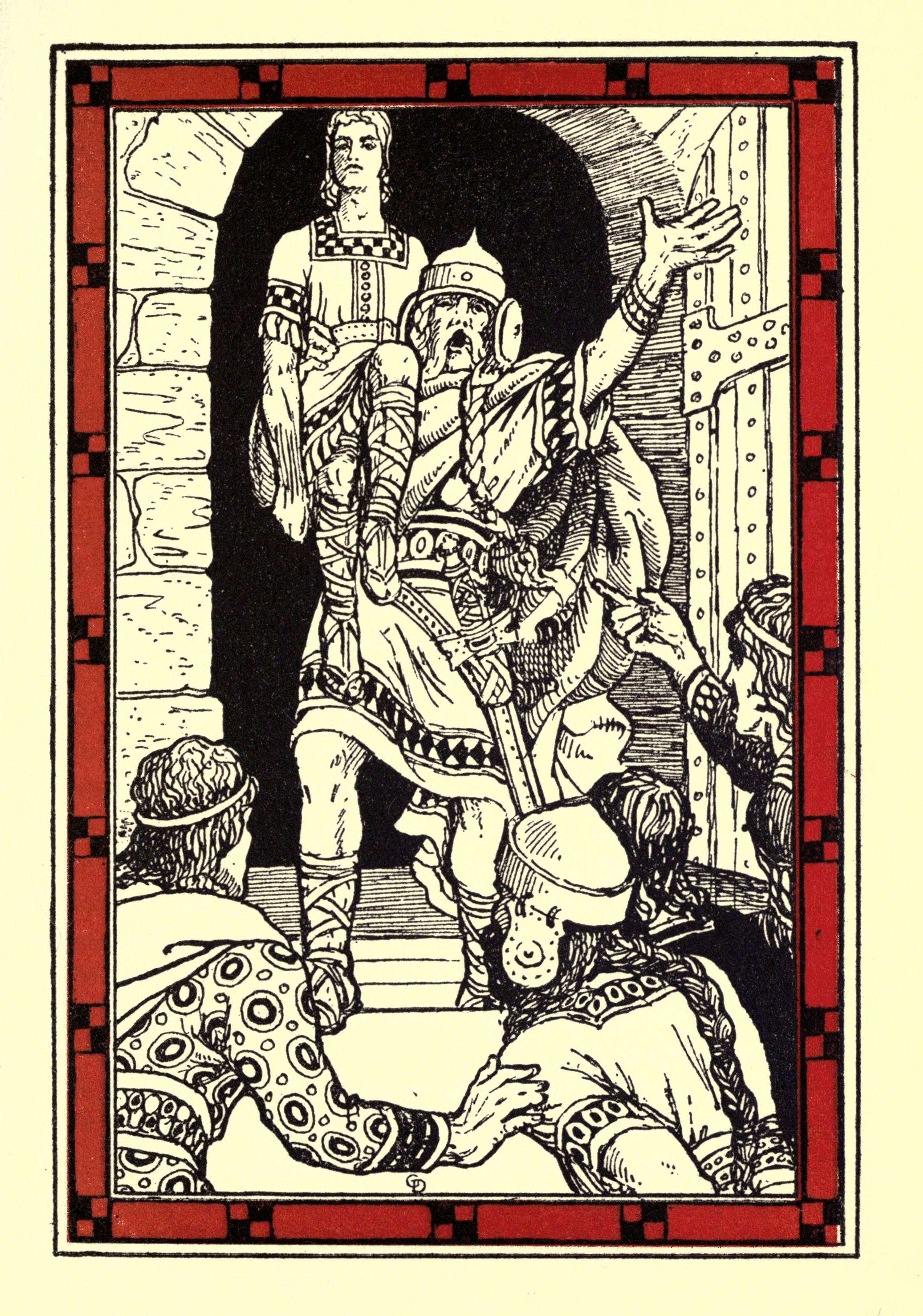
Ilustração de Fergus mac Róich carregando Sétanta, com espada ao lado. (George Denham, 1909)

Caladbolg ("fenda dura",  também escrita Caladcholg, "lâmina dura") é a espada de Fergus mac Róich do Ciclo do Ulster da mitologia irlandesa. 
Fergus chama sua espada por esse nome em Táin Bó Cúailnge. Ailill mac Máta roubou a espada de Fergus quando o pegou em flagrante com Medb. Fergus esculpiu uma espada falsa de madeira para disfarçar o fato de que estava desarmado.  Ailill devolve a espada para ele antes da batalha final, e Fergus recita um poema sobre ela, chamando-a de Caladcholc em uma versão,  :pp. 121, 234e Caladbolg em outra.  :266Diz-se que era "a espada de Leite dos montes élficos. Quando alguém queria usá-la, era tão grande quanto um arco-íris no ar".  :268Impedido de usá-lo contra Conchobar mac Nessa, Fergus corta o topo de três colinas.  :234-235
Um poema no Duanaire Finn traça a propriedade da espada através de várias figuras da mitologia e história clássica, passando de Saturno, através dos heróis da Guerra de Tróia, a Júlio César, a Cú Chulainn, que a deu a Fergus. Após a morte de Fergus, foi transmitida de geração em geração, de Medb, ao filho de Fionn mac Cumhaill, Oscar, e, finalmente, a São Patrício. 
T. F. O'Rahilly argumenta que Caladbolg é a forma mais antiga do nome e a interpreta como significando "relâmpago forte". Ele a conecta com os Builg, um antigo povo da Irlanda (ele identifica um subgrupo dos Múscraige chamado Dál Caladbuilg), bem como com o galês médio Caledfwlch, o nome galês da espada Excalibur do Rei Arthur.  Outras fontes conectam espadas com nomes semelhantes às lendas de Arthur, Cú Chulainn, Fergus mac Léti e Fergus mac Róich.  